# Leyland Line

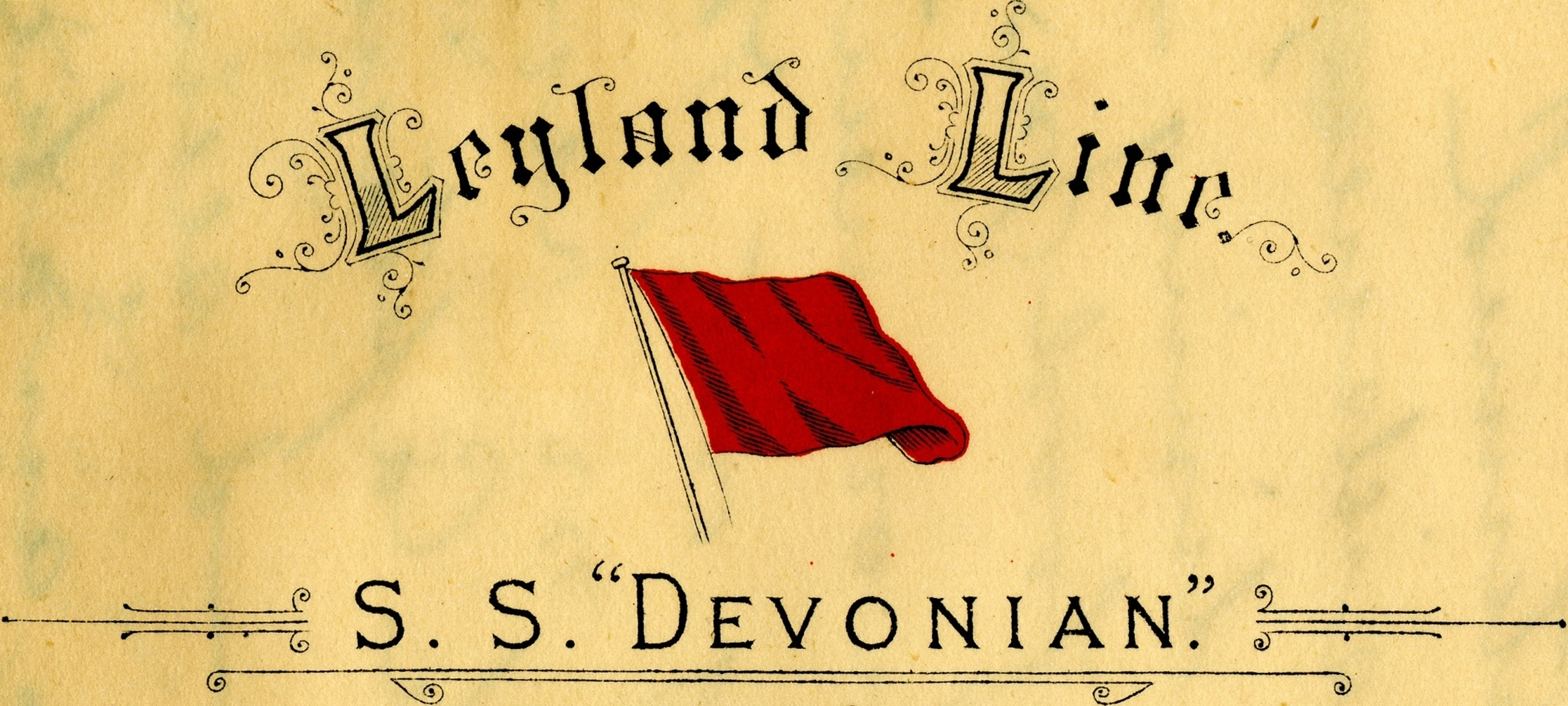
Leyland Line, 1912

Die Leyland Line war eine britische Reederei mit Hauptsitz in Liverpool und betrieb einen Liniendienst zu den Mittelmeerhäfen, später wurde dann die Transatlantikroute das Hauptgeschäftsfeld. Die Reederei zählte zeitweise zu den wichtigsten Schifffahrtsunternehmen der Welt.

## Geschichte
Frederick Leyland war langjähriger Partner in der Firma von John Bibby, Sons & Co., die in Liverpool beheimatet war. 1873 zog sich die Bibby-Familie aus dem Schifffahrtsgeschäft zurück und Leyland machte sich mit seiner eigenen Reederei selbstständig. 21 ehemalige Bibby-Schiffe stellten die Grundausstattung der neuen Leyland-Flotte dar. Das neue Unternehmen hieß offiziell F. Leyland & Co. Ltd., doch bürgerte sich bald der Name Leyland Line ein. Von der Bibby Line übernahm man auch die Tradition, dass alle Schiffsnamen auf „…ian“ oder „…ean“ endeten, und den ockerfarbenen Schornstein mit schwarzer Kappe.
Die Reederei operierte zu Beginn mit einem Liniendienst zum Mittelmeer, 1875 wurde dann der Transatlantikdienst eröffnet. Die Route verlief von Liverpool nach Boston (Massachusetts), Philadelphia (Pennsylvania) und Portland (Maine), New York wurde nur zeitweise angelaufen. Die von der Reederei eingesetzten Schiffe waren vorwiegend Frachtschiffe, von denen einige wenige Passagiereinrichtungen besaßen und dann auch „nur“ für den Transport von Auswanderern. Die Liniendienste entwickelten sich gut und die Reederei wurde zur größten transatlantischen Frachterlinie.
1892 übernahmen John Ellermann, Christopher Furness und Henry O’Hagen die Leyland-Line-Flotte des verstorbenen Schiffseigners Frederick Leyland. Ellermann wurde Geschäftsführer der Gesellschaft und übernahm 1893 auch den Vorsitz von Frederick Leyland and Company. 1896 richtete Leyland einen Passagierdienst in Zusammenarbeit mit der Furness, Withy & Co. von Liverpool nach New York und kanadische Häfen ein, 1896 stieß auch noch die Wilson Line hinzu und der gemeinsame Service firmierte als Wilson, Furness & Leyland Line. Die Zusammenarbeit beschränkte sich ausschließlich auf diesen Dienst. 1899 übernahm Leyland die Reederei West India & Pacific Steamship Co. Ltd. und eröffnete so einen Liniendienst nach Westindien (Karibik).
1902 wurde die Leyland Line durch den US-Bankier J. P. Morgan aufgekauft und 1904 seinem IMMC-Schiffahrtstrust angeschlossen. Leyland bekam die Verantwortung für den europäischen Teil der International Navigation Company übertragen, musste dafür aber den Mittelmeerservice einstellen. Zwanzig nicht im Auswanderergeschäft eingesetzte Leyland-Schiffe waren nicht im Verkauf inbegriffen. John Ellermann erwarb zu deren Bereederung die Londoner Papayanni Company des griechischstämmigen Schiffseigners Papayanni, aus der kurze Zeit später die Reederei Ellerman Lines hervorging. An der Spitzenposition im Transatlantikgeschäft änderte sich aber nichts. 1915 musste die IMMC Konkurs anmelden, damit blickte die Leyland Line erstmals in eine ungewisse Zukunft. Der mittlerweile ausgebrochene Erste Weltkrieg bedeutete für die Reederei auch noch zahlreiche Schiffsverluste.
Nach dem Krieg wurde die Leyland Line aus dem IMMC-Trust ausgegliedert und bildete mit der Red Star Line und Dominion Line einen eigenen Firmenverbund, in enger Anlehnung an die White Star Line. Die Reederei legte ein umfangreiches Neubauprogramm auf, doch konnte man nicht mehr an die alten Erfolge anknüpfen. Die Weltwirtschaftskrise von 1929 bedeutete einen katastrophalen Einbruch für die Reederei und 1935 brach die Leyland Line finanziell zusammen. Die Red Star Line wurde verkauft und die Leyland-Reederei selbst durch die Blue Star Line (Vestey Bros.) aufgekauft. Die Reederei führte nur noch verwaltungstechnische Aufgaben aus, auch wenn einige Blue Star-Schiffe für Leyland eingetragen waren. Das eigentliche Unternehmen hatte aber bereits 1935 aufgehört zu bestehen.

## Passagierschiffe
| Jahr        | Name          | Tonnage   | Werft                                | Status/Schicksal                                                           |
| ----------- | ------------- | --------- | ------------------------------------ | -------------------------------------------------------------------------- |
| 1895        | Victorian     | 8825 BRT  | Harland & Wolff Ltd., Belfast        | 1903: Russian / 1916 bei Malta torpediert und gesunken                     |
| 1895        | Armenian      | 8825 BRT  | Harland & Wolff Ltd., Belfast        | 1915 im Ärmelkanal torpediert und gesunken                                 |
| 1896        | Cestrian      | 8825 BRT  | Harland & Wolff Ltd., Belfast        | 1917 in der Ägäis torpediert und gesunken                                  |
| 1898        | Londonian     | 8823 BRT  | Alexander Stephen and Sons, Glasgow  | 1898 im Nordatlantik gesunken                                              |
| 1899        | Winifredian   | 10405 BRT | Harland & Wolff Ltd., Belfast        | 1929 außer Dienst                                                          |
| 1900        | Devonian (I)  | 10435 BRT | Harland & Wolff Ltd., Belfast        | 1917 bei Irland torpediert und gesunken                                    |
| 1900 (1899) | Atlantian (I) | 9355 BRT  | Armstrong-Whitworth, Elswick         | 1899: West India & Pacific / 1900 an LL / 1918 bei Eagle Island torpediert |
| 1900        | Canadian      | 9301 BRT  | Hawthorn, Leslie & Co. Ltd., Hebburn | 1917 bei Fastnet (Ärmelkanal) torpediert und gesunken                      |
| 1900        | Bohemian (II) | 5544 BRT  | Alexander Stephen and Sons, Glasgow  | 1920 bei Sambro (Nova Scotia) gesunken                                     |
| 1900 (1895) | American      | 8262 BRT  | Harland & Wolff Ltd., Belfast        | 1895: West India & Pacific / 1900 an LL / 1904 an White Star Line, Cufic   |
| 1900 (1895) | European      | 8262 BRT  | Harland & Wolff Ltd., Belfast        | 1895: West India & Pacific / 1900 an LL / 1904 an White Star Line, Tropic  |
| 1902        | Hanoverian    | 13518 BRT | Hawthorn, Leslie & Co. Ltd., Hebburn | 1923: Devonian (II) / 1929 außer Dienst                                    |
| 1903        | Scotian       | 18084 BRT | Harland & Wolff Ltd., Belfast        | 1903: aufgelegt / 1907 an Hapag verkauft, President Lincoln                |
| 1903        | Servian       | 18072 BRT | Harland & Wolff Ltd., Belfast        | 1903: aufgelegt / 1907 an Hapag verkauft, President Grant                  |

## Frachtschiffe
| Jahr        | Name               | Tonnage  | Werft                              | Status/Schicksal                                                      |
| 1873 (1869) | Bavarian           | 3113 BRT | Harland & Wolff Ltd., Belfast      | 1869: Bibby Line / 1873 an LL / 1892 verkauft                         |
| 1873 (1870) | Bohemian (I)       | 3113 BRT | Harland & Wolff Ltd., Belfast      | 1870: Bibby Line / 1873 an LL / 1891 bei Irland gesunken              |
| 1873 (1870) | Bulgarian          | 3113 BRT | Harland & Wolff Ltd., Belfast      | 1870: Bibby Line / 1873 an LL / 1892 verkauft                         |
| 1873 (1867) | Iberian (I)        | 2931 BRT | Harland & Wolff Ltd., Belfast      | 1867: Bibby Line / 1873 an LL / 1885 bei Irland gesunken              |
| 1873 (1867) | Illyrian           | 2931 BRT | Harland & Wolff Ltd., Belfast      | 1867: Bibby Line / 1873 an LL / 1884 bei Cape Clear gesunken          |
| 1873 (1867) | Istrian            | 2931 BRT | Harland & Wolff Ltd., Belfast      | 1867: Bibby Line / 1873 an LL / 1894 verkauft                         |
| 1873 (1861) | Egyptian           | 2137 BRT | Harland & Wolff Ltd., Belfast      | 1861: Bibby Line / 1873 an LL / 1902 außer Dienst                     |
| 1873 (1863) | Persian            | 2137 BRT | Harland & Wolff Ltd., Belfast      | 1863: Bibby Line / 1873 an LL / 1902 außer Dienst                     |
| 1873 (1866) | Arabian            | 2137 BRT | Harland & Wolff Ltd., Belfast      | 1866: Bibby Line / 1873 an LL / 1902 außer Dienst                     |
| 1873 (1855) | Belgian            | 1989 BRT | k. A.                              | 1855: Elder, Dempster & Co. / 1873 an LL /?                           |
| 1873 (1859) | Venetian (I)       | 1562 BRT | Harland & Wolff Ltd., Belfast      | 1859: Bibby Line / 1873 an LL / 1880 verkauft                         |
| 1873 (1859) | Scilian            | 1492 BRT | Harland & Wolff Ltd., Belfast      | 1859: Bibby Line / 1873 an LL / 1880 verkauft                         |
| 1873 (1859) | Crimean            | 1492 BRT | Harland & Wolff Ltd., Belfast      | 1859: Bibby Line / 1873 an LL / 1873 verkauft                         |
| 1873 (1860) | Albanian (I)       | 1417 BRT | Harland & Wolff Ltd., Belfast      | 1860: Bibby Line / 1873 an LL / 1877 nach Kollision gesunken          |
| 1873 (1856) | Danube             | 1386 BRT | J. & G. Thomson Ltd., Glasgow      | 1856: Bibby Line / 1873 an LL / 1874 verkauft                         |
| 1873 (1854) | Athenian (I)       | 1094 BRT | k. A.                              | 1854: Elder, Dempster & Co. / 1873 an LL / 1874 verkauft              |
| 1874        | Lesbian            | 1561 BRT | k. A.                              | 1901 außer Dienst                                                     |
| 1874        | Ligurian           | 1561 BRT | k. A.                              | 1894 verkauft                                                         |
| 1874        | Cyprian            | 1433 BRT | k. A.                              | 1874 im Sturm gesunken                                                |
| 1874        | Cyrenian           | 1433 BRT | k. A.                              | 1887 verkauft                                                         |
| 1875        | Assyrian (I)       | 1619 BRT | k. A.                              | 1878 bei Griechenland gesunken                                        |
| 1875        | Athenian (II)      | 1619 BRT | k. A.                              | 1902 verkauft                                                         |
| 1876        | Algerian           | 1774 BRT | k. A.                              | 1902 verkauft                                                         |
| 1877        | Anatolian          | 1774 BRT | k. A.                              | 1880 auf dem River Mersey gesunken                                    |
| 1877        | Alsatian           | 1774 BRT | k. A.                              | 1901 an Ellerman Lines verkauft                                       |
| 1878        | Andalusian         | 1774 BRT | k. A.                              | 1902 an Ellerman Lines verkauft                                       |
| 1880        | Flaminian          | 2252 BRT | k. A.                              | 1902 an Ellerman Lines verkauft                                       |
| 1880        | Flavian            | 2252 BRT | k. A.                              | 1902 an Ellerman Lines verkauft                                       |
| 1880        | Falenian           | 2252 BRT | k. A.                              | 1920 an Ellerman Lines verkauft                                       |
| 1881        | Favonian           | 2252 BRT | k. A.                              | 1900 gesunken                                                         |
| 1881        | Fabian             | 2252 BRT | k. A.                              | 1902 an Ellerman Lines verkauft                                       |
| 1881        | Virginian          | 4081 BRT | k. A.                              | 1896 verkauft                                                         |
| 1882        | Venetian (II)      | 4081 BRT | k. A.                              | 1895 bei Boston gesunken                                              |
| 1888        | Bostonian (I)      | 4668 BRT | k. A.                              | 1913 außer Dienst                                                     |
| 1890        | Georgian           | 5088 BRT | k. A.                              | 1917 bei Kreta torpediert und gesunken                                |
| 1890        | Columbian (I)      | 5088 BRT | k. A.                              | 1914 bei Sable Island ausgebrannt                                     |
| 1891        | Lancastrian        | 5120 BRT | k. A.                              | 1921 verkauft                                                         |
| 1891        | Philadelphian (I)  | 5120 BRT | k. A.                              | 1918 im Ärmelkanal torpediert und gesunken                            |
| 1896        | Anglian            | 5626 BRT | k. A.                              | 1917 im Ärmelkanal torpediert und gesunken                            |
| 1896        | Cambrian           | 5626 BRT | k. A.                              | 1917 bei Start Point (Kanal) torpediert und gesunken                  |
| 1897        | Almerian           | 2984 BRT | k. A.                              | 1918 bei Scilly Island torpediert und gesunken                        |
| 1898        | Albanian           | 2984 BRT | k. A.                              | 1921 verkauft                                                         |
| 1898        | Assyrian (II)      | 2984 BRT | k. A.                              | 1908 verkauft                                                         |
| 1900 (1898) | Asian              | 5613 BRT | k. A.                              | 1898: ex Columbian, West India & Pacific / 1900 an LL / 1924 gesunken |
| 1900 (1898) | Antillian          | 5613 BRT | k. A.                              | 1898: West India & Pacific / 1900 an LL / 1930 außer Dienst           |
| 1900        | Iberian (II)       | 5223 BRT | k. A.                              | 1915 bei Fastnet (Ärmelkanal) torpediert und gesunken                 |
| 1900        | Caledonian         | 4896 BRT | k. A.                              | 1930 außer Dienst                                                     |
| 1900 (1889) | Tampican           | 4833 BRT | Harland & Wolff Ltd., Belfast      | 1889: ex Runic, White Star Line / 1900 an LL / 1912 verkauft          |
| 1900 (1893) | Jamaican           | 4501 BRT | k. A.                              | 1893: West India & Pacific / 1900 an LL / 1914 außer Dienst           |
| 1900 (1893) | Barbadian          | 4501 BRT | k. A.                              | 1893: West India & Pacific / 1900 an LL / 1913 verkauft               |
| 1900 (1891) | Cuban              | 4201 BRT | k. A.                              | 1892: West India & Pacific / 1900 an LL / 1913 verkauft               |
| 1900 (1892) | Mexican            | 4201 BRT | k. A.                              | 1892: West India & Pacific / 1900 an LL / 1913 verkauft               |
| 1900        | Belgian (II)       | 3657 BRT | k. A.                              | 1917 torpediert und Abbruch                                           |
| 1900 (1891) | Louisianian        | 3642 BRT | k. A.                              | 1891: West India & Pacific / 1900 an LL / 1913 verkauft               |
| 1900 (1891) | Nicaraguan         | 3642 BRT | k. A.                              | 1891: West India & Pacific / 1900 an LL / 1907 gesunken               |
| 1890 (1888) | Darien             | 3299 BRT | k. A.                              | 1888: West India & Pacific / 1900 an LL / 1907 gesunken               |
| 1900 (1883) | Texan              | 3257 BRT | k. A.                              | 1883: West India & Pacific / 1900 an LL / 1909 außer Dienst           |
| 1900 (1883) | Floridan (I)       | 3257 BRT | k. A.                              | 1883: West India & Pacific / 1900 an LL / 1908 außer Dienst           |
| 1900 (1895) | Costa Rican        | 3179 BRT | k. A.                              | 1895: West India & Pacific / 1900 an LL / 1905 außer Dienst           |
| 1900 (1881) | West Indian        | 2810 BRT | k. A.                              | 1881: West India & Pacific / 1900 an LL / 1900 verkauft               |
| 1900 (1882) | Yucatan            | 2810 BRT | k. A.                              | 1882: West India & Pacific / 1900 an LL / 1900 verkauft               |
| 1901        | Colonian (I)       | 6564 BRT | k. A.                              | 1917 bei Scilly Island gesunken                                       |
| 1901        | Kingstonian        | 6564 BRT | k. A.                              | 1918 bei Sardinien torpediert und gesunken                            |
| 1901        | Alexandrian        | 4467 BRT | k. A.                              | 1927 außer Dienst                                                     |
| 1902 (1898) | Oxonian            | 6306 BRT | k. A.                              | 1898: ex Pinmore, Johnston Line / 1902 an LL / 1928 außer Dienst      |
| 1902        | Californian        | 6223 BRT | Caledon SB & Eng. Co. Ltd., Dundee | 1915 bei Kap Matapan torpediert / siehe auch Titanic-Katastrophe 1912 |
| 1908        | Median             | 6306 BRT | k. A.                              | 1933 außer Dienst                                                     |
| 1908        | Mercian            | 6306 BRT | k. A.                              | 1933 außer Dienst                                                     |
| 1908        | Memphian           | 6306 BRT | k. A.                              | 1917 bei Irland torpediert und gesunken                               |
| 1909        | Meltonian          | 6306 BRT | k. A.                              | 1933 außer Dienst                                                     |
| 1912        | Nessian            | 6410 BRT | k. A.                              | 1933 außer Dienst                                                     |
| 1912        | Nitonian           | 6410 BRT | k. A.                              | 1933 außer Dienst                                                     |
| 1912        | Nubian             | 6410 BRT | k. A.                              | 1934 an Donaldson Line verkauft                                       |
| 1912        | Ninian             | 6410 BRT | k. A.                              | 1933 außer Dienst                                                     |
| 1912        | Nevisian           | 6410 BRT | k. A.                              | 1933 außer Dienst                                                     |
| 1912        | Nestorian          | 6410 BRT | k. A.                              | 1917 bei Cape Clear Island gesunken                                   |
| 1913        | Norwegian (I)      | 6410 BRT | k. A.                              | 1917 bei Irland torpediert und gesunken                               |
| 1913        | Nortonian          | 6410 BRT | k. A.                              | 1934 an Donaldson Line verkauft                                       |
| 1914        | Novian             | 6410 BRT | k. A.                              | 1933 außer Dienst                                                     |
| 1914        | Naperian           | 6410 BRT | k. A.                              | 1933 außer Dienst                                                     |
| 1913        | Floridan (II)      | 4777 BRT | k. A.                              | 1917 bei Fastnet (Ärmelkanal) torpediert und gesunken                 |
| 1913        | Scythian           | 4865 BRT | k. A.                              | 1930 außer Dienst                                                     |
| 1914        | Sylvanian          | 4865 BRT | k. A.                              | 1917 bei Irland torpediert und gesunken                               |
| 1914        | Orubian            | 3942 BRT | k. A.                              | 1917 bei Eagle Island torpediert und gesunken                         |
| 1914        | Oranian            | 3942 BRT | k. A.                              | 1934 verkauft                                                         |
| 1915        | Huronian           | 8755 BRT | k. A.                              | 1932 außer Dienst                                                     |
| 1915 (1914) | Cameronian         | 5861 BRT | k. A.                              | 1914: ex Kamerun, Hapag / 1915 an LL / 1917 torpediert und gesunken   |
| 1916 (1898) | Parisian           | 7548 BRT | k. A.                              | 1898: ex Bethania, Hapag / 1916 an LL / 1918 verkauft                 |
| 1916 (1906) | Leysian            | 4703 BRT | k. A.                              | 1906: ex Serak, DSG Kosmos / 1916 an LL / 1917 gesunken               |
| 1920        | Philadelphian (II) | 6586 BRT | k. A.                              | 1933 außer Dienst                                                     |
| 1921        | Norwegian (II)     | 6357 BRT | k. A.                              | 1934 an Donaldson Line verkauft                                       |
| 1921        | Dakarian           | 6434 BRT | k. A.                              | 1933 aufgelegt / 1935 verkauft                                        |
| 1922        | Dakotian           | 6434 BRT | k. A.                              | 1934 an Donaldson Line verkauft                                       |
| 1922        | Davisian           | 6434 BRT | k. A.                              | 1933 aufgelegt / 1935 verkauft                                        |
| 1922        | Daytonian          | 6434 BRT | k. A.                              | 1933 aufgelegt / 1935 verkauft                                        |
| 1922        | Darian             | 6434 BRT | k. A.                              | 1933 aufgelegt / 1935 verkauft                                        |
| 1923        | Dorelian           | 6434 BRT | k. A.                              | 1933 aufgelegt / 1935 verkauft                                        |
| 1923        | Delilian           | 6434 BRT | k. A.                              | 1933 aufgelegt / 1935 verkauft                                        |
| 1922 (1892) | Colonian (II)      | 6583 BRT | k. A.                              | 1892: ex Bovic, White Star Line / 1922 an LL / 1928 außer Dienst      |
| 1927 (1918) | Bostonian (II)     | 8950 BRT | k. A.                              | 1918: ex Rimouski, Dominion Line / 1927 an LL / 1932 außer Dienst     |
| 1928        | Atlantian          | 6549 BRT | k. A.                              | 1933 aufgelegt / 1935 verkauft                                        |